# Guillaume Faucon
Pour les articles homonymes, voir Faucon.
Guillaume Faucon (né le 13 décembre 1986 à Saint-Lô,) est un coureur cycliste français, .

## Biographie
Guillaume Faucon prend sa première licence en catégorie minimes à l'AG La Haye-du-Puits. Il rejoint l'ES Torigni pour sa seconde année juniors. 
Opticien de formation, il délaisse temporairement le cyclisme lors de ses débuts espoirs pour devenir responsable d'un magasin d'optique à La Réunion. En février 2008, il revient en métropole dans son club formateur de La Haye-du-Puits, où il reprend goût à la compétition. Il rejoint ensuite le CM Aubervilliers 93 en 2009, réserve de la structure Auber 93, avec pour ambition d'obtenir un contrat professionnel. Malgré une chute en juin, il parvient à obtenir de bons résultats en remportant les Deux Jours du Perche ainsi que le Grand Prix de Melun. Ses performances convainquent le manger Stéphane Javalet de l'embaucher au sein de l'équipe continentale. 
Membre de l'équipe Big Mat-Auber 93 pendant quatre saisons, il se distingue tout particulièrement lors de la saison 2012 en terminant dixième et meilleur grimpeur du Tour du Limousin. Cependant, ses dirigeants ne renouvellent pas son contrat à l'issue de la saison 2013. Il effectue alors son retour chez les amateurs au Team Bricquebec Cotentin, réalisant une belle année 2014 avec sept victoires.

## Palmarès
- 2009
  - Deux Jours du Perche :
    - Classement général
    - 1re étape

  - Grand Prix de Melun
  - 2e des Boucles de l'Austreberthe
- 2014
  - Boucles de l'Intercom Séverine
  - Flèche d'Armor
  - Helleville-Héauville
  - Grand Prix d'Ecommoy
  - Critérium de Cherbourg-Octeville
  - Grand Prix Michel-Lair
  - Grand Prix d'Avranches
  - 2e de la Ronde mayennaise
  - 3e du Circuit des Matignon
- 2015
  - 2e étape de la Flèche d'Armor
  - 2e de la Flèche d'Armor